# Simonne Ratel
Pour les articles homonymes, voir Ratel (homonymie).
Œuvres principales
La Maison des Bories
Simonne Ratel, née le 22 juillet 1900 à Sin-le-Noble et morte le 20 novembre 1948 à Rueil-Malmaison, est une écrivaine, journaliste et résistante française, lauréate du prix Interallié en 1932.

## Biographie
Simonne Ratel est chroniqueuse pour le journal Comœdia dès 1926, ainsi que pour Nouvelles littéraires. En 1930, elle reçoit le prix Minerva pour son roman Trois parmi les autres.
Pour ses chroniques, qui seront publiées en recueil en 1930, elle côtoie le tout Paris littéraire, notamment Jean Giraudoux et Jean Cocteau.
En 1932, elle reçoit le prix Interallié pour La Maison des Bories et en 1933 elle est membre du jury du prix Jeunesse de littérature avec notamment Marcelle Tinayre. En 1934, toujours collaboratrice à Comœdia, elle perd son père, Camille Ratel[pertinence contestée].
Durant la Deuxième Guerre mondiale, elle est résistante dans le réseau Mithridate. Elle loge alors avec sa mère et son frère à Rueil-Malmaison et au démantèlement du réseau sa mère voyant venir les Allemands, la fait fuir par l’arrière de la maison[pertinence contestée]. Simonne prévient Marianne Monestier et l'incite à se cacher.
Simonne Ratel est aussi auteur de plusieurs livres pour enfants.

## Œuvre
- 1929 : Trois parmi les autres[5] – prix Minerva 1930
- 1930 : Dialogues à une seule voix
- 1932 : 0° Coktail
- 1932 : Histoire du Poussin Chaussé, conte pour enfants illustré par Jacqueline Duché
- 1932 : La Maison des Bories, tome I du cycle « Isabelle Comtat » – prix Interallié
- 1932 : Ben Kiki l'invisible
- 1933 : Mlle Tarlatane en Amérique, conte pour enfants illustré par Jacqueline Duché
- 1934 : Mlle Tarlatane au pays du cinéma, conte pour enfants illustré par Jacqueline Duché
- 1935 : Le Raisin vert, tome II du cycle « Isabelle Comtat »[6]
- 1939 : Contes du hérisson blanc
- 1940 : La Fuite sous les bombes : récit d'une polonaise
- 1944 : Contes de la terre et de la mer